# Heritiera utilis
Espèce
Classification phylogénétique
Statut de conservation UICN

 VU IUCN2.3
 : Vulnérable
Synonymes
- Triplochiton utile Sprague - Basionyme
- Tarrietia utilis (Sprague) Sprague[2]

Heritiera utilis est une espèce de plante à fleur arborée de la famille des Malvacées (anciennement Sterculiacées).
On la rencontre naturellement en Côte d'Ivoire, au Gabon, au Ghana, au Liberia et au Sierra Leone.
Elle est menacée par la destruction de son habitat.

## Utilisations
Cet arbre est apprécié pour son bois résistant à l'acide, recommandé pour la menuiserie extérieure et intérieure, le revêtement extérieur, les lambris, les meubles courants ou de luxe (ébénisterie), le placage tranché, les escaliers intérieurs, le parquet, les moulures, les bardeaux, la construction navale (bordé et pont), la charpente légère.
Il est commercialisé sous les appellations Niangon (Côte d'Ivoire, Ghana), Ogoue (Gabon), Nyankom (Ghana), Whismore (Liberia), Yami (Sierra Leone). Ces noms peuvent aussi se rapporter à d'autres espèces proches comme Tarrietia densiflora Aubrév. & Normand.

## Sources
1. ↑  (en) « IUCN Red List of Threatened Species. », http://www.iucnredlist.org 2006, Hawthorne, W., 1998 (consulté le 19 juillet 2007).
2. ↑  (en) « Tropicos », sur tropicos.org (consulté le 18 avril 2023).
3. ↑  TROPIX 7, « fiche technique "NIANGON" », CIRAD, 2012